# Parkway (Kalifornia)
Parkway statisztikai település az USA Kalifornia államában, Sacramento megyében. Lakosainak száma 15 962 fő (2020. április 1.).

## Népesség
A település népességének változása:

| 2010 | 14 670 |
| 2020 | 15 962 |